# Osmundastrum

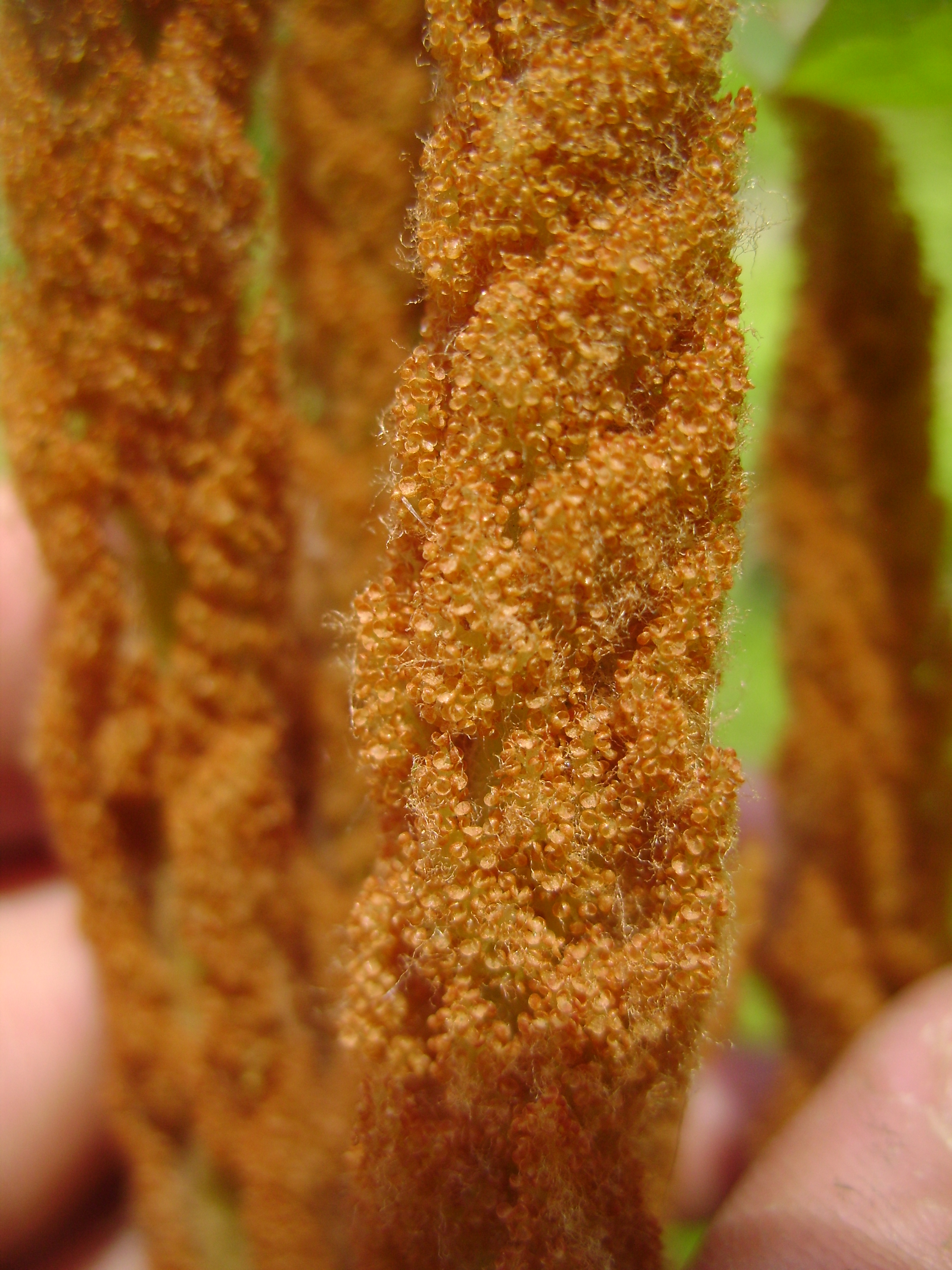
Grande plano de uma fronde fértil (com esporos maduros), com o aspeto que justifica o nome de feto-canela.

Osmundastrum é um género monotípico de fetos leptosporangiados, da família Osmundaceae, cuja única espécie extante é Osmundastrum cinnamomeum, o feto-canela. A espécie é nativa das Américas e do leste da Ásia, ocorrendo em pântanos, charcos e bosques húmidos. O registo fóssil do género estende-se até ao Triássico. Os fetos-canela não produzem canela, o seu nome comum deve-se apenas à cor das frondes férteis quando maduras.

## Descrição

### Morfologia
A espécie Osmundastrum cinnamomeum é uma planta herbácea, caducifólia que produz frondes férteis e estéreis separadas, com elevado dimorfismo. As frondes estéreis são largas, {com 30-150 cm de altura e 15-20 cm de largura, pinadas, com pínulas com 5-10 cm de comprimento e 2-2,5 cm de largura, profundamente lobadas (de modo que as frondes são quase, mas não totalmente, bipinadas). As frondes férteis que contêm esporos são erectas e mais curtas, com 20-45 cm de altura, que se tornam cor de canela na maturação, o que dá o nome à espécie. As folhas férteis aparecem primeiro; a sua cor verde torna-se lentamente castanha à medida que a estação avança e os esporos são largados. Os caules portadores de esporos persistem depois das frondes estéreis serem mortas pela geada, até à estação seguinte. Os esporos devem desenvolver-se dentro de algumas semanas ou falham.
O feto Osmundastrum cinnamomeum forma enormes colónias clonais em zonas pantanosas. Estes fetos formam massas radiculares maciças, com raízes densamente emaranhadas e rijas. Esta massa de raízes é um excelente substrato para muitas plantas epífitas. As massas radiculares são muitas vezes recolhidas como fibra de osmunda (ou osmundina) e usados em horticultura, especialmente na propagação e crescimento de orquídeas.

### Distribuição
Na América do Norte, ocorre do sul do Labrador, para oeste até ao Ontário, e para sul desde o leste dos Estados Unidos até ao leste do México e Índias Ocidentais. Na América do Sul, ocorre para oeste até ao Peru e para sul até ao Paraguai. Na Ásia, ocorre do sudeste da Sibéria para sul, passando pelo Japão, Coreia, China e Taiwan, até Myanmar, Tailândia e Vietname. O género Osmundastrum cinnamomeum tem um registo fóssil que se estende até ao Cretáceo Superior da América do Norte, há cerca de 70 milhões de anos, o que faz dele uma das mais antigas espécies de plantas vivas. Os registos fósseis do género estendem-se até ao Triássico.

## Taxonomia e filogenia

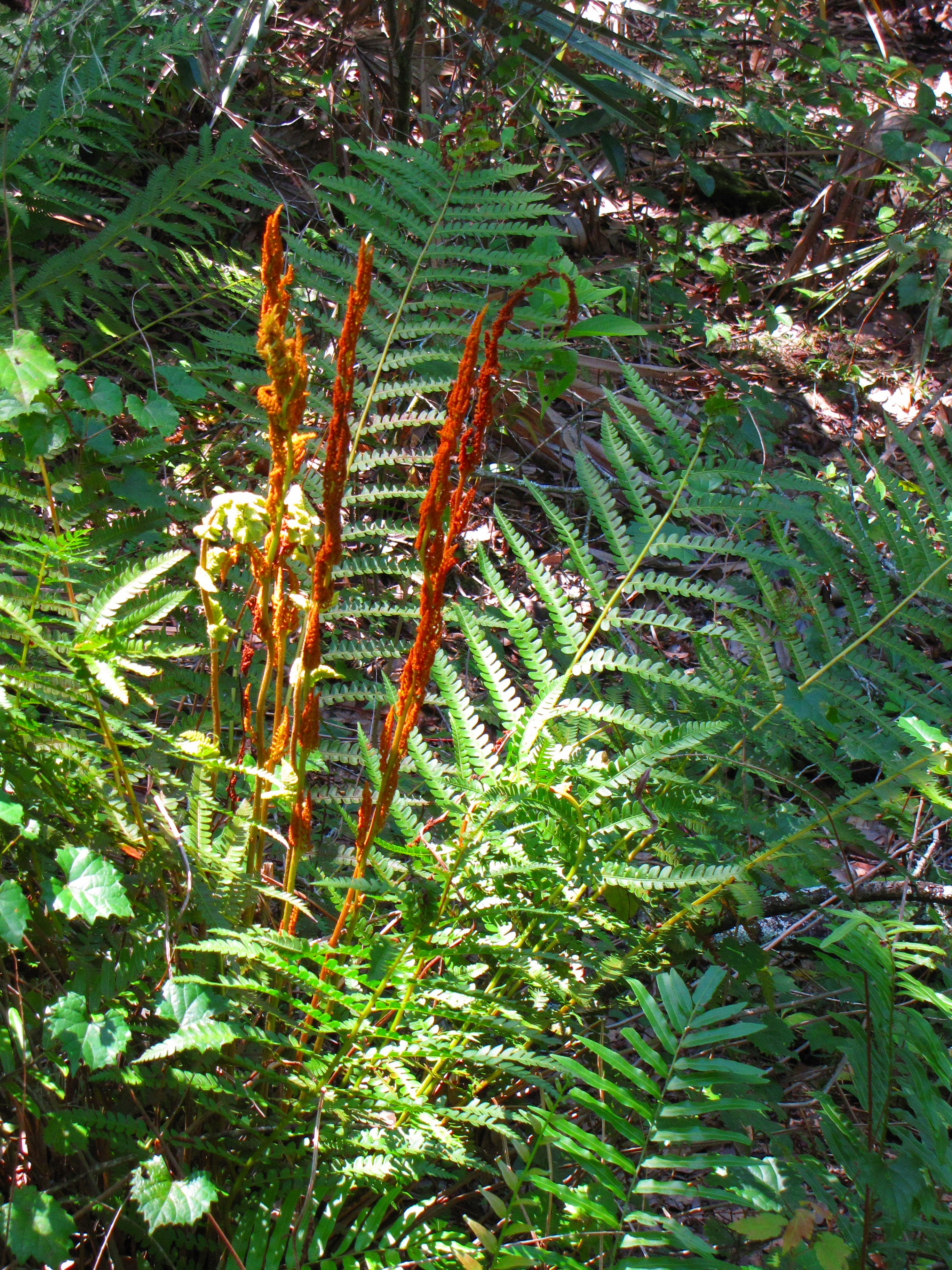
Osmundastrum cinnamomeum.

Tradicionalmente, esta espécie tem sido classificada como Osmunda cinnamomea L.. No entanto, evidências genéticas e morfológicas recentes (Metzgar et al. 2008; Jud et al. 2008) demonstram claramente que ao feto-canela é uma espécie irmã de todo o resto das Osmundaceae extantes.  Cladisticamente, é necessário então incluir todas as espécies de Osmundaceae, incluindo Todea e Leptopteris, no género Osmunda, ou então é necessário segregar o género Osmundastrum.  O. cinnamomeum é a única espécie extante do género, embora seja possível que alguns fósseis adicionais devam ser atribuídos a Osmundastrum.
Anteriormente, alguns autores incluíam a espécie Osmunda claytoniana no género ou secção Osmundastrum, devido às suas aparentes semelhanças morfológicas grosseiras. No entanto, a morfologia detalhada e a análise genética provaram que aquela espécie é de facto um verdadeiro Osmunda. Isto é confirmado pelo facto de se saber que hibridiza com o feto-real-americano, Osmunda spectabilis, para produzir Osmunda × ruggii numa família em que os híbridos são raros, enquanto Osmundastrum cinnamomeum não tem híbridos conhecidos.
A espécie Osmundastrum cinnamomeum é considerado um fóssil vivo porque foi identificada como presente no registo geológico desde há 75 milhões de anos atrás. O membro mais antigo do género é a espécie O. indentatum, do Triássico da Tasmânia, Austrália.
As populações asiáticas e americanas do feto-canela são geralmente consideradas como variedades de uma única espécie, mas alguns botânicos classificam-nas como espécies separadas. O táxon asiático é, nessa aceção, designado por Osmundastrum asiaticum.

## Etnobotânica
De acordo com a Native American Ethnobotany Database, o feto-canela tem sido historicamente utilizado pelas tribos das primeiras nações (especialmente Abnaki e Menominee) como fonte de alimento. As tribos Iroquois e Cherokees utilizavam o feto para uma grande variedade de fins medicinais, incluindo como remédio para a constipação, ajuda ginecológica, ajuda venérea e como remédio para picadas de cobra.

## Galeria

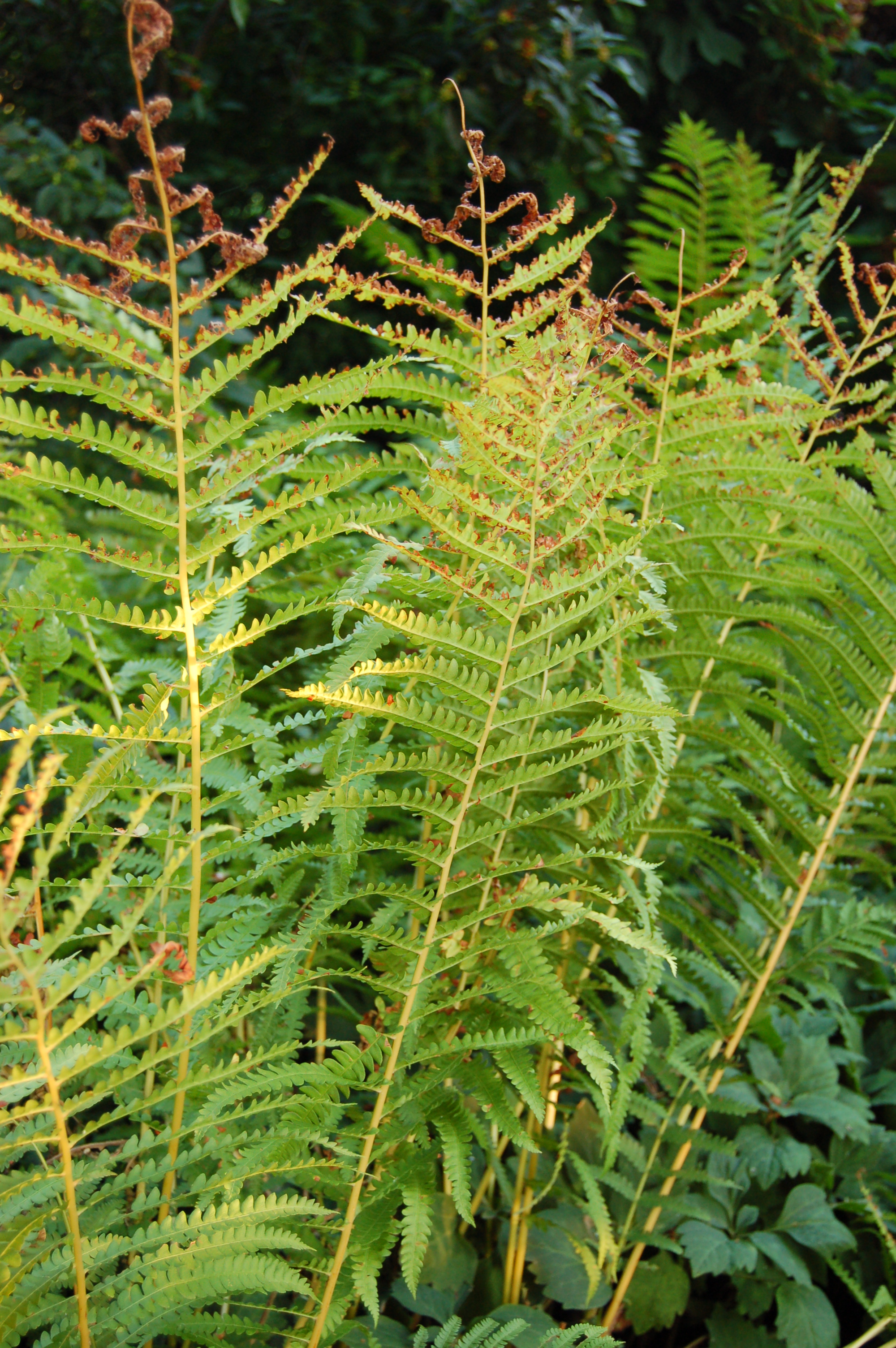
Frondes estéreis no final do verão.
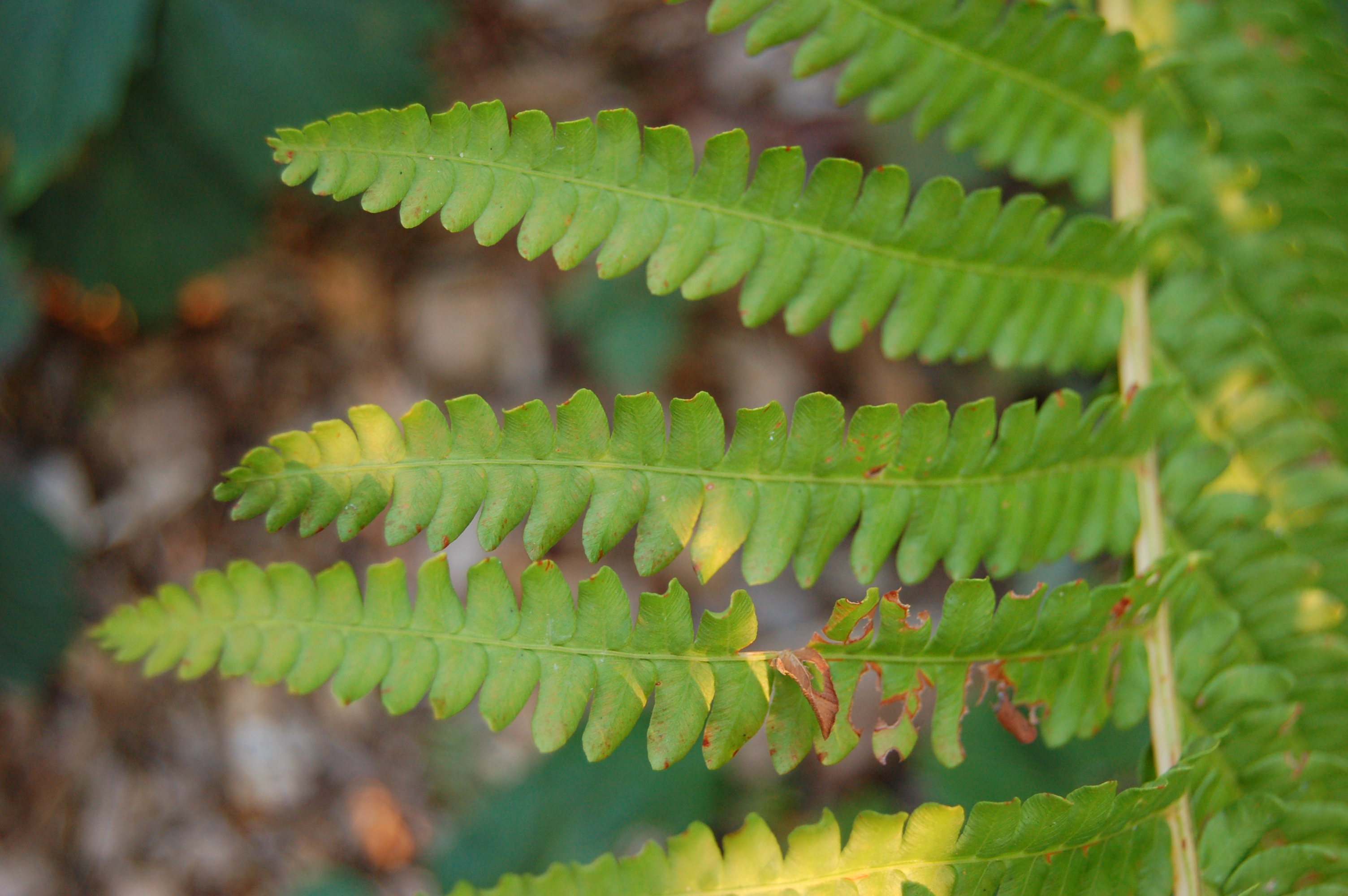
Grande plano das pinas de uma fronde estéril.
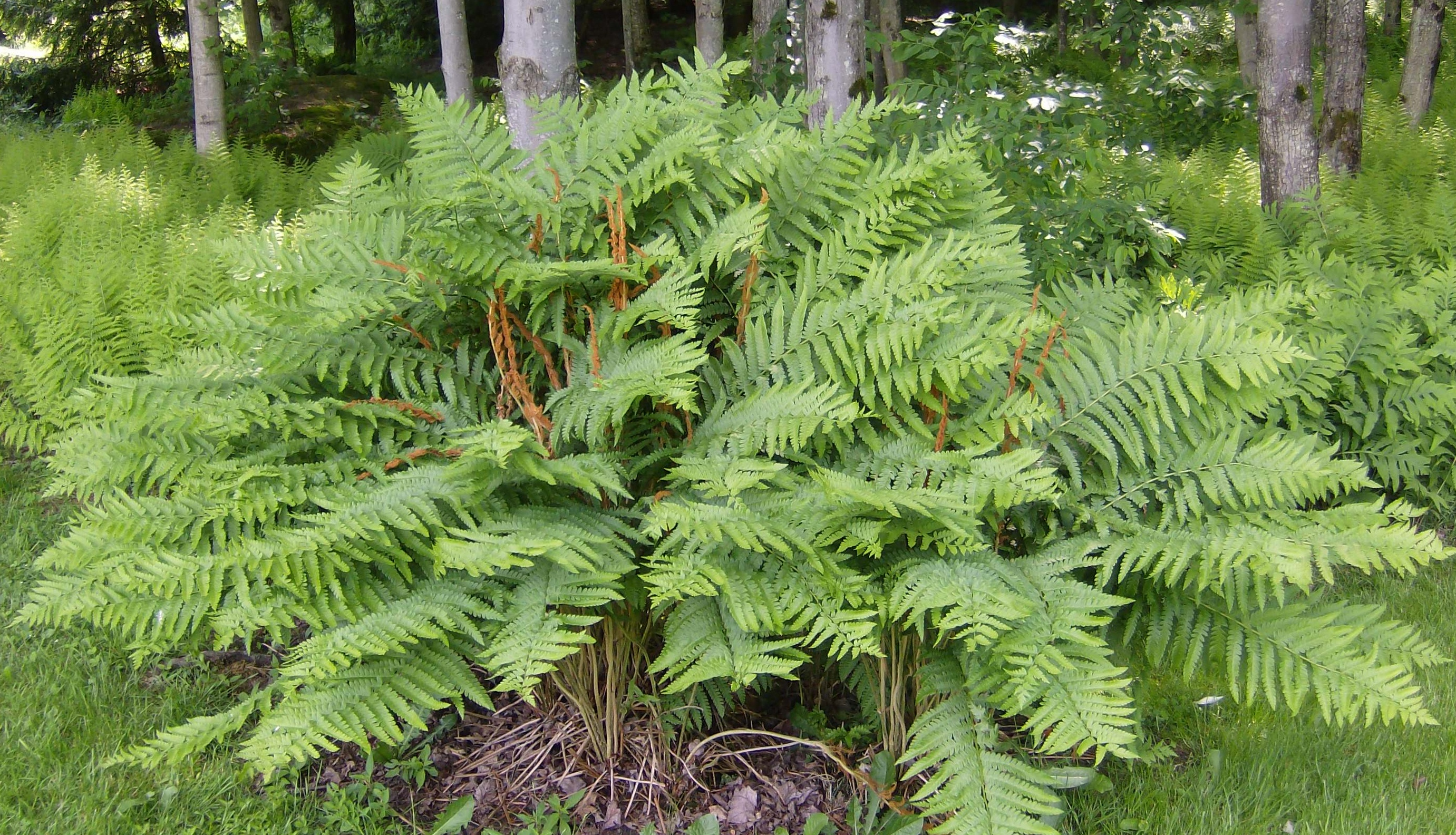
Uma colónia clonal.